# Piano di galleggiamento
Il piano di galleggiamento, indica il piano orizzontale di un oggetto galleggiante coincidente con il piano corrispondente al livello del fluido calmo (in genere acqua) su cui questo galleggia.
Nella nautica rappresenta la superficie orizzontale di separazione tra la parte immersa (la carena o opera viva) e la parte emersa dello stesso (opera morta).

## Descrizione e terminologia
La zona compresa tra il galleggiamento di pieno carico e quello di nave vacante, o in alternativa quello di nave scarica asciutta, prende il nome di bagnasciuga.
Non è poi raro che vengano definiti per le navi ulteriori piani di galleggiamento corrispondenti alle condizioni più tipiche di navigazione, specie quando vi siano alcuni tipi di carico noti e con diverse densità.
Per una nave o altra imbarcazione, trattandosi di gallaggianti in grado di variare il proprio dislocamento e la distribuzione dei pesi interni, si possono individuare numerosi piani di galleggiamento, altrimenti detti, più semplicemente galleggiamenti.

## Classificazione

### Tipologie principali
Si definiscono alcuni particolari piani di galleggiamento di riferimento:
- galleggiamento di pieno carico normale o di progetto (DWL, Design Water Line) - è massimo galleggiamento diritto consentito della nave, per un dislocamento corrispondente a nave completa e pronta a salpare, con tutte le riserve di consumabili[1] ed il carico completo imbarcarti: è parallelo alla linea di costruzione (LC) e costituisce assieme ad essa il riferimento base.
- galleggiamento di nave vacante: galleggiamento corrispondente alla condizione di nave pronta a salpare ma priva del carico, dell'equipaggio coi suoi effetti personale e dei consumabili.
- piano di galleggiamento di nave scarica asciutta - è un galleggiamento che si differenzia da quello di nave vacante per l'assenza dei fluidi nelle tubature.

### Dritti e inclinati
Tutti i galleggiamenti paralleli a quello di progetto sono detti galleggiamenti diritti. I galleggiamenti non paralleli a quello di progetto sono invece detti galleggiamenti inclinati.